# Janville, Calvados
Janville är en kommun i departementet Calvados i regionen Normandie i norra Frankrike. Kommunen ligger i kantonen Troarn som ligger i arrondissementet Caen. År 2022 hade Janville 385 invånare.

## Befolkningsutveckling
Antalet invånare i kommunen Janville
Referens: INSEE